# Чемпіонат світу з біатлону 2023
56-й чемпіонат світу з біатлону, який проходив з 6 по 19 лютого 2023 року в німецькому Обергофі.

## Вибори місця проведення
Спочатку Обергоф подав заявку на проведення чемпіонату світу 2020 року, питання розглядалося на Конгресі Міжнародної спілки біатлоністів (IBU) у 2016 році в Кишиневі, але заявка отримала лише чотири голоси. У 2021 році федерація лижного спорту Німеччини не подавала заявку через те, що чемпіонат світу з лижних видів спорту повинен був бути проведений в Оберстдорфі. На наступному конгресі IBU в Поречі 9 вересня 2018 року Обергоф переміг чеське Нове Место-на-Мораві. На користь Німеччини було подано 28 голосів, а за Чехію лише 21 голос.
| Місто-претендент     | Країна    | Голоси |
| -------------------- | --------- | ------ |
| Обергоф              | Німеччина | 28     |
| Нове Место-на-Мораві | Чехія     | 21     |

## Розклад
Розклад гонок наведено нижче.
Час місцевий: (UTC+1).
| Дата      | Час   | Гонка                                   |
| --------- | ----- | --------------------------------------- |
| 8 лютого  | 14:45 | Змішана естафета 4 x 6 км               |
| 10 лютого | 14:30 | Спринт, жінки, 7,5 км                   |
| 11 лютого | 14:30 | Спринт, чоловіки, 10 км                 |
| 12 лютого | 13:25 | Переслідування, жінки, 10 км            |
| 12 лютого | 15:30 | Переслідування, чоловіки, 12,5 км       |
| 14 лютого | 14:30 | Індивідуальна гонка, чоловіки, 20 км    |
| 15 лютого | 14:30 | Індивідуальна гонка, жінки, 15 км       |
| 16 лютого | 15:10 | Одиночна змішана естафета 6 км + 7,5 км |
| 18 лютого | 11:45 | Естафета, чоловіки, 4 × 7,5 км          |
| 18 лютого | 15:00 | Естафета, жінки, 4 × 6 км               |
| 19 лютого | 12:30 | Масстарт, чоловіки, 15 км               |
| 19 лютого | 15:15 | Масстарт, жінки, 12,5 км                |

## Медалісти та призери

### Чоловіки
| Гонка:                    | Золото:                                                             | Час                                                       | Срібло:                                                                      | Час                                           | Бронза:                                                                  | Час                                                       |
| Спринт 10 км              | Йоганнес Бо Норвегія                                                | 23:21.7 (1+0)                                             | Тар'єй Бо Норвегія                                                           | 23:36.5 (0+0)                                 | Стурла Гольм Легрейд Норвегія                                            | 24:01.6 (0+1)                                             |
| Переслідування 12,5 км    | Йоганнес Бо Норвегія                                                | 33:34.5 (0+0+0+0)                                         | Стурла Гольм Легрейд Норвегія                                                | 34:45.7 (0+0+0+0)                             | Себастьян Самуельссон Швеція                                             | 35:28.6 (0+0+0+2)                                         |
| Індивідуальна гонка 20 км | Йоганнес Бо Норвегія                                                | 49:57.5 (0+1+1+0)                                         | Стурла Гольм Легрейд Норвегія                                                | 51:08.2 (0+0+0+1)                             | Себастьян Самуельссон Швеція                                             | 51:08.6 (0+0+1+0)                                         |
| Естафета 4 × 7,5 км       | Франція Антонен Гігонна Фаб'єн Клод Емільєн Жаклен Кентен Фійон-Має | 1:21:48.8 (0+0) (0+2) (0+1) (0+2) (0+0) (1+3) (0+1) (0+0) | Норвегія Ветле Шостад Крістіансен Тар'єй Бо Стурла Гольм Легрейд Йоганнес Бо | 1:22:27.6 (0+2) (0+3) (0+0) (1+3) (0+3) (0+0) | Швеція Пеппе Фемлінг Мартін Понсілуома Єспер Нелін Себастьян Самуельссон | 1:23:28.7 (0+1) (1+3) (0+2) (0+1) (0+1) (0+1) (0+3) (0+1) |
| Мас-старт 15 км           | Себастьян Самуельссон Швеція                                        | 36:42.8 (0+0+0+0)                                         | Мартін Понсілуома Швеція                                                     | 36:52.4 (0+1+1+0)                             | Йоганнес Бо Норвегія                                                     | 37:21.6 (1+0+1+1)                                         |

### Жінки
| Гонка:                    | Золото:                                                             | Час                                           | Срібло:                                                                | Час                                                       | Бронза:                                                      | Час                                                       |
| Спринт 7,5 км             | Деніз Геррманн-Вік Німеччина                                        | 21:19.7 (0+0)                                 | Ганна Еберг Швеція                                                     | 21:21.9 (0+0)                                             | Лінн Перссон Швеція                                          | 21:45.9 (0+0)                                             |
| Переслідування 10 км      | Жулья Сімон Франція                                                 | 32:00.8 (0+0+0+1)                             | Деніз Геррманн-Вік                                                     | 32:27.8 (1+0+1+2)                                         | Марте Ольсбу-Рейселанн Норвегія                              | 32:38.5 (1+1+1+0)                                         |
| Індивідуальна гонка 15 км | Ганна Еберг Швеція                                                  | 43:36.1 (1+0+0+0)                             | Лінн Перссон Швеція                                                    | 43:46.4 (0+0+0+0)                                         | Ліза Віттоцці Італія                                         | 44:04.1 (0+0+0+1)                                         |
| Естафета 4 × 6 км         | Італія Самуела Комола Доротея Вірер Ханна Аухенталлер Ліза Віттоцці | 1:14:39.7 (0+0) (0+0) (0+0) (0+1) (0+0) (0+0) | Німеччина Ванесса Фоґт Ганна Кебінґер Софія Шнайдер Деніз Геррманн-Вік | 1:15:04.4 (0+0) (0+0) (0+2) (0+0) (0+1) (0+2) (0+0) (0+1) | Швеція Лінн Перссон Анна Магнуссон Ельвіра Еберг Ганна Еберг | 1:15:35.4 (0+2) (0+0) (0+1) (2+3) (0+1) (0+2) (0+2) (0+0) |
| Мас-старт 12,5 км         | Ганна Еберг Швеція                                                  | 36:48.0 (1+1+0+0)                             | Інгрід-Ланнмарк Тандреволл Норвегія                                    | 36:52.8 (0+1+0+0)                                         | Жулья Сімон Франція                                          | 37:08.8 (1+1+0+1)                                         |

### Змішані естафети
| Гонка:                                  | Золото:                                                                                     | Час                                                       | Срібло:                                                          | Час                                           | Бронза:                                                           | Час                                                     |
| Змішана естафета 4 x 6 км               | Норвегія Інгрід-Ланнмарк Тандреволл Марте Ольсбу-Рейселанн Стурла Гольм Легрейд Йоганнес Бо | 1:04:41.0 (0+0) (1+3) (0+0) (0+2) (0+0) (0+0) (0+3) (0+1) | Італія Ліза Віттоцці Доротея Вірер Дідьє Біона Томмазо Джакомель | 1:04:53.5 (0+0) (0+1) (0+1) (0+2) (0+0) (0+1) | Франція Жулья Сімон Анаїс Шевальє Емільєн Жаклен Кентен Фійон-Має | 1:05:37.8 (0+1) (0+0) (0+2) (0+2) (0+3) (0+0)           |
| Одиночна змішана естафета 6 км + 7,5 км | Норвегія Марте Ольсбу-Рейселанн Йоганнес Бо                                                 | 35:37.1 (0+2) (0+0) (0+1) (0+0) (0+0) (0+0) (1+3) (0+0)   | Австрія Ліза-Тереза Гаузер Давід Коматц                          | 35:50.9 (0+0) (0+1) (0+1) (0+0) (0+1) (0+1)   | Італія Ліза Віттоцці Томмазо Джакомель                            | 36:28.1 (0+0) (0+1) (0+1) (0+1) (0+0) (0+2) (0+1) (2+3) |

## Медальний залік
| Місце  | Країна    |    |    |    | Всього |
| ------ | --------- | -- | -- | -- | ------ |
| 1      | Норвегія  | 5  | 5  | 3  | 13     |
| 2      | Швеція    | 3  | 3  | 5  | 11     |
| 3      | Франція   | 2  | 0  | 2  | 4      |
| 4      | Німеччина | 1  | 2  | 0  | 3      |
| 5      | Італія    | 1  | 1  | 2  | 4      |
| 6      | Австрія   | 0  | 1  | 0  | 1      |
| Усього | Усього    | 12 | 12 | 12 | 36     |

| Місце | Спортсмен                  |   |   |   | Всього |
| ----- | -------------------------- | - | - | - | ------ |
| 1     | Йоганнес Бо                | 5 | 1 | 1 | 7      |
| 2     | Ганна Еберг                | 2 | 1 | 1 | 4      |
| 3     | Марте Ольсбу-Рейселанн     | 2 | 0 | 1 | 3      |
| 4     | Стурла Гольм Легрейд       | 1 | 3 | 1 | 5      |
| 5     | Деніз Геррманн-Вік         | 1 | 2 | 0 | 3      |
| 6     | Ліза Віттоцці              | 1 | 1 | 2 | 4      |
| 7     | Доротея Вірер              | 1 | 1 | 0 | 2      |
| 7     | Інгрід-Ланнмарк Тандреволл | 1 | 1 | 0 | 2      |
| 9     | Себастьян Самуельссон      | 1 | 0 | 3 | 4      |
| 10    | Жулья Сімон                | 1 | 0 | 2 | 3      |
| 11    | Кентен Фійон-Має           | 1 | 0 | 1 | 2      |
| 11    | Емільєн Жаклен             | 1 | 0 | 1 | 2      |
| 13    | Антонен Гігонна            | 1 | 0 | 0 | 1      |
| 13    | Фаб'єн Клод                | 1 | 0 | 0 | 1      |
| 13    | Ханна Аухенталлер          | 1 | 0 | 0 | 1      |
| 13    | Самуела Комола             | 1 | 0 | 0 | 1      |
| 17    | Тар'єй Бо                  | 0 | 2 | 0 | 2      |
| 18    | Лінн Перссон               | 0 | 1 | 2 | 3      |
| 19    | Мартін Понсілуома          | 0 | 1 | 1 | 2      |
| 19    | Томмазо Джакомель          | 0 | 1 | 1 | 2      |